# Gregor Braun
Pour les articles homonymes, voir Braun.
Gregor Braun (né le 31 décembre 1955 à Neustadt an der Weinstraße en Rhénanie-Palatinat) est un coureur cycliste sur piste et sur route allemand. Après avoir représenté l'Allemagne de l'Ouest aux Jeux olympiques de Montréal en 1976, où il a remporté deux médailles d'or, il a été coureur professionnel entre 1977 et 1989. Au cours de cette période, il a été deux fois champion du monde de poursuite individuelle et a remporté dix courses de six jours. Sur route, il compte 25 victoires, dont trois titres de champion d'Allemagne et une étape du Tour d'Italie 1983.

## Biographie
Gregor Braun commence sa carrière cycliste sur la piste. En 1973, il devient champion d'Allemagne juniors de l'américaine et de la poursuite individuelle, et vice-champion du monde de cette dernière discipline. Dès les catégories de jeunes, il est régulièrement opposé à Dietrich Thurau notamment, son aîné d'à peine un an, donnant lieu à des duels indécis. Les deux hommes comptent ainsi parmi les hommes de base de la célèbre équipe d'Allemagne de poursuite par équipes amateur, surnommée depuis plusieurs années Goldvierer (Quatre d'Or). Alors que Thurau passe professionnel dès 1975, Braun poursuit sa carrière amateur jusqu'aux Jeux olympiques de Montréal. En deux ans, il devient double champion d'Allemagne amateur de la poursuite individuelle et de la course à l'américaine. Ces résultats en font le leader incontournable de l'équipe d'Allemagne, où il côtoie Günther Schumacher, Peter Vonhof et Hans Lutz, tous plus âgés que lui. Cette équipe remporte le titre de champions du monde de poursuite par équipes en 1975, puis le titre olympique l'année suivante à Montréal. Braun remporte également le titre de la poursuite individuelle. Il remporte toutes les médailles de l'Allemagne de l'Ouest en cyclisme, et permet à son pays d'occuper la tête du tableau des médailles de la discipline. 
En 1977, Braun passe professionnel dans l'équipe Peugeot-Esso-Michelin. Il remporte deux titres de champion du monde de poursuite individuelle, en 1977 et 1978, et devient champion d'Europe de l'américaine la même année, avec Patrick Sercu. À partir de 1978, Braun se consacre plus largement à la route, courant sur piste principalement l'hiver, à l'occasion des courses de six jours, dont il remporte dix éditions dans différentes villes allemandes. 
Sur route, Braun devient champion d'Allemagne dès 1978, et obtient cette année-là ses premières performances sur les classiques, terminant notamment sur le podium du Tour des Flandres et remportant le Grand Prix de Francfort. Au cours des années suivantes, il gagne plusieurs semi-classiques, dont Milan-Vignola et les Trois vallées varésines en 1981, et Kuurne-Bruxelles-Kuurne, mais ne parvient pas à remporter de classique, malgré un podium sur Paris-Roubaix et sur l'Amstel Gold Race en 1982. Il s'illustre aussi sur Paris-Roubaix en 1984 en s'échappant dès le secteur pavé de Wallers-Arenberg, à cent kilomètres de l'arrivée, avec son coéquipier Alain Bondue. Cependant, l'offensive échoue : Braun crève plusieurs fois, et ils sont repris par Sean Kelly à 20 km de l'arrivée. 
Sur les courses par étapes, il gagne notamment le Tour d'Allemagne en 1980, succédant à Dietrich Thurau au palmarès, et deux fois le Tour de Sardaigne. Sur le Tour d'Italie 1981, il prend le maillot rose à Ferrare lors de la 2e étape, mais l'abandonne dès le lendemain à son leader, Francesco Moser. Il remporte tout de même une étape de la course, deux ans plus tard. En 1983, Braun remporte pour la troisième fois le championnat d'Allemagne, égalant au palmarès Erich Bautz, Winfried Boelke et Hans Junkermann. Il n'a été rejoint depuis que par Udo Bölts. Braun connaît une fin de carrière difficile, ne remportant aucune victoire après 1983, et met fin à sa carrière en 1989.
Dans les années 1990, il travaille à la fois comme entraineur et comme hôtelier.
En juin 2023, il est condamné à 2 ans et 9 mois de prison pour abus sexuel sur mineur.

## Palmarès sur piste

### Jeux olympiques
- Montréal 1976
  -  Champion olympique de la poursuite individuelle
  -  Champion olympique de la poursuite par équipes (avec Günther Schumacher, Peter Vonhof et Hans Lutz)

### Championnats du monde
- Rocourt 1975
  -  Champion du monde de poursuite par équipes amateurs (avec Günther Schumacher, Peter Vonhof et Hans Lutz)
- San Cristóbal 1977
  -  Champion du monde de poursuite individuelle
- Munich 1978
  -  Champion du monde de poursuite individuelle
- Bassano del Grappa 1985
  -  Médaillé de bronze de la poursuite individuelle
- Colorado Springs 1986
  - 4e de la poursuite

### Championnats du monde juniors
- 1973
  -  Médaillé d'argent de la poursuite juniors

### Championnat d'Europe
- 1974
  -  Médaillé d'argent de la poursuite juniors
- 1978
  -  Champion d'Europe de l'américaine (avec Patrick Sercu)

### Championnats d'Allemagne
- Champion d'Allemagne de la poursuite individuelle juniors : 1973
- Champion d'Allemagne de l'américaine juniors : 1973
- Champion d'Allemagne de la poursuite individuelle amateurs : 1975 et 1976
- Champion d'Allemagne de l'américaine amateurs : 1975 (avec Günther Schumacher) et 1976 (avec J. Franzen)
- Champion d'Allemagne de l'américaine : 1983 (avec Rinklin)

### Six jours
- Six jours de Munich : 1978 (avec Patrick Sercu)
- Six jours de Cologne : 1979 (avec Patrick Sercu)
- Six jours de Francfort : 1979, 1980 (avec René Pijnen) et 1981 (avec Dietrich Thurau)
- Six jours de Berlin : 1980 (avec Patrick Sercu) et 1981 (avec Dietrich Thurau)
- Six jours de Dortmund : 1980 (avec Patrick Sercu)
- Six jours de Brême : 1981 et 1983 (avec René Pijnen)
- Six jours de Stuttgart : 1984 (avec Gert Frank)

### Autres victoires
- Nuit de Hanovre : 1977

## Palmarès sur route

### Par année
- 1974
  - Grand Prix Félix Melchior
  - 2 étapes du Tour d'Alsace
  - 2e du Tour de Düren
  - 2e du Tour d'Alsace
- 1977
  - 2ea étape du Tour méditerranéen
  - Prologue de l'Étoile des Espoirs (contre-la-montre par équipes)
  - 2e du Circuit de la Sarthe
  - 2e de l'Étoile des Espoirs
  - 6e du Grand Prix des Nations
- 1978
  -  Champion d'Allemagne sur route
  - Prologue du Tour méditerranéen
  - 3e étape du Tour de Belgique
  - Prologue du Tour d'Indre-et-Loire (contre-la-montre par équipes)
  - Grand Prix de Francfort
  - 3e du Tour des Flandres
  - 7e de l'Amstel Gold Race
- 1979
  - 4e étape du Tour méditerranéen
  - Tour d'Indre-et-Loire :
    - Classement général
    - 2ea étape (contre-la-montre)

  - 3e du Grand Prix de Francfort
  - 9e du Grand Prix des Nations
- 1980
  -  Champion d'Allemagne sur route
  - Tour de Sardaigne :
    - Classement général
    - 2eb étape (contre-la-montre)

  - 3e épreuve de la Cronostafetta (avec Francesco Moser)
  - 5e étape de Tirreno-Adriatico (contre-la-montre)
  - 2ea étape du Tour d'Indre-et-Loire
  - Classement général du Tour d'Allemagne
  - 3e de la Ruota d'Oro
  - 3e de Nice-Alassio
- 1981
  - Flèche hesbignonne-Cras Avernas
  - Milan-Vignola
  - Trois vallées varésines
  - 3e étape de la Cronostafetta (avec Francesco Moser)
  - 2e du GP Union Dortmund
  - 4e de Gand-Wevelgem
- 1982
  - Kuurne-Bruxelles-Kuurne
  - 5e étape de Tirreno-Adriatico
  - 3e de Paris-Roubaix
  - 3e de l'Amstel Gold Race
  - 5e de Tirreno-Adriatico
  - 5e de Paris-Bruxelles
  - 5e du Grand Prix de Francfort
  - 10e de Gand-Wevelgem
- 1983
  -  Champion d'Allemagne sur route
  - Classement général du Tour de Sardaigne
  - 14e étape du Tour d'Italie
  - Coca-Cola Trophy
  - 2e du Trofeo Laigueglia
  - 3e du championnat d'Allemagne du critérium
  - 6e de Gand-Wevelgem
- 1984
  - 5e de Paris-Roubaix
  - 7e du Tour des Flandres
  - 8e de Bordeaux-Paris
- 1985
  - 2e du championnat d'Allemagne sur route
  - 2e de Florence-Pistoia
- 1987
  - Prologue de la Semaine catalane

### Résultats sur les grands tours

#### Tour de France
1 participation
- 1982 : abandon (7e étape)

#### Tour d'Italie
6 participations
- 1979 : 39e
- 1980 : 22e
- 1981 : hors délais (8e étape),  maillot rose pendant un jour
- 1983 : 76e, vainqueur de la 14e étape
- 1985 : 127e
- 1986 : non-partant (10e étape)

#### Tour d'Espagne
1 participation
- 1987 : abandon (6e étape)

## Distinctions
- Cycliste allemand de l'année : 1975, 1976 et 1978